# 美国联邦第八巡回上诉法院
美国联邦第八巡回上诉法院（英語：United States Court of Appeals for the Eighth Circuit，案例引用为8th Cir.）是13个美国联邦上诉法院之一，其司法管辖范围包括阿肯色州、艾奥瓦州、明尼苏达州、密苏里州、内布拉斯加州、北达科他州和南达科他州，对该范围内的以下美国联邦地区法院拥有上诉管辖权：
- 美国阿肯色东区联邦地区法院
- 美国阿肯色西区联邦地区法院
- 美国艾奥瓦北区联邦地区法院
- 美国艾奥瓦南区联邦地区法院
- 美国明尼苏达联邦地区法院
- 美国密苏里东区联邦地区法院
- 美国密苏里西区联邦地区法院
- 美国内布拉斯加联邦地区法院
- 美国北达科他联邦地区法院
- 美国南达科他联邦地区法院

法院总部位于密苏里州圣路易斯的托马斯·F·伊格尔顿联邦法院，一共有11位在职法官和8位资深法官。

## 法院简史与人事组成
美国联邦第八巡回上诉法院于1891年3月3日由国会建立，原本美国第八巡回法院法官从1891年6月16日起成为新成立的巡回上诉法院法官，并且还新增了一个法官席位；1894年7月23日，法院再次增加了一个法官席位；1896年1月4日，犹他州划入第八巡回上诉法院管辖范围；1903年1月31日，法院再次新增一个法官席位；1907年11月16日，俄克拉荷马州成为法院管辖范围；1912年2月6日，新墨西哥州成为法院管辖范围；1925年3月3日，法院新增两个法官席位。
1929年2月28日，联邦第八巡回上诉法院拆分成了两个新的法院，阿肯色州、艾奥瓦州、明尼苏达州、密苏里州、内布拉斯加州、北达科他州和南达科他州属于新的第八巡回上诉法院管辖范围，而科罗拉多州、堪萨斯州、新墨西哥州、俄克拉荷马州、犹他州、怀俄明州则属新的第十巡回上诉法院管辖范围。原法院的共计6名法官中有4位划归新第八巡回上诉法院，另外两位划归第十巡回上诉法院，同时国会法案还为第八巡回上诉法院新增了一个法官席位。1940年5月24日，法院新增了两个法官席位；1966年3月18日，法院新增了一个法官席位；1978年10月20日，法院新增了又一个法官席位；1984年7月10日，法院再新增一个法官席位；1990年12月1日，法院新增了一个法官席位并保持至今。

### 在职法官
截止2013年5月，法院的在职法官如下：
| 编码 | 姓名               | 工作地点     | 出生年份 | 任职年份   | 首席法官   | 提名总统      |
| ---- | ------------------ | ------------ | -------- | ---------- | ---------- | ------------- |
| 51   | 威廉·J·莱利        | 奥马哈       | 1947     | 2001年至今 | 2010年至今 | 乔治·W·布什   |
| 42   | 罗杰·李兰德·乌尔曼 | 苏瀑         | 1934     | 1985年至今 | 1999–2002  | 罗纳德·里根   |
| 45   | 詹姆斯·B·洛肯      | 明尼阿波利斯 | 1940     | 1990年至今 | 2003–2010  | 乔治·H·W·布什 |
| 48   | 戴安娜·E·墨菲      | 明尼阿波利斯 | 1934     | 1994年至今 | —          | 比尔·克林顿   |
| 50   | 科米特·爱德华·拜尔 | 法戈         | 1937     | 2000年至今 | —          | 比尔·克林顿   |
| 53   | 拉文斯坦·史密斯    | 小岩城       | 1958     | 2002年至今 | —          | 乔治·W·布什   |
| 54   | 史蒂文·科洛顿      | 德梅因       | 1963     | 2003年至今 | —          | 乔治·W·布什   |
| 55   | 雷蒙德·格鲁恩德    | 圣路易斯     | 1963     | 2004年至今 | —          | 乔治·W·布什   |
| 56   | 威廉·杜恩·本顿     | 堪萨斯城     | 1950     | 2004年至今 | —          | 乔治·W·布什   |
| 57   | 波比·谢柏德        | 埃尔多拉多   | 1951     | 2006年至今 | —          | 乔治·W·布什   |
| 58   | 简·路易斯·凯利     | 锡达拉皮兹   | 1964     | 2013年至今 | —          | 贝拉克·奥巴马 |

### 资深法官
| 编码 | 姓名                 | 工作地点         | 出生年份 | 在职年份  | 首席法官  | 资深状态起始年份 | 提名总统      |
| ---- | -------------------- | ---------------- | -------- | --------- | --------- | ---------------- | ------------- |
| 32   | 迈伦·H·布莱特        | 法戈             | 1919     | 1968–1985 | —         | 1985             | 林登·B·约翰逊 |
| 33   | 唐纳德·罗伊·罗斯     | 已进入不活动状态 | 1922     | 1970–1987 | —         | 1987             | 理查德·尼克松 |
| 40   | 乔治·加德纳·法格     | 已进入不活动状态 | 1934     | 1982–1999 | —         | 1999             | 罗纳德·里根   |
| 41   | 帕斯科·鲍曼二世      | 堪萨斯城         | 1933     | 1983–2003 | 1998–1999 | 2003年至今       | 罗纳德·里根   |
| 43   | 弗兰克·J·玛吉尔      | 已进入不活动状态 | 1927     | 1986–1997 | —         | 1997–?           | 罗纳德·里根   |
| 44   | 克拉伦斯·阿伦·比姆   | 林肯             | 1930     | 1987–2001 | —         | 2001至今         | 罗纳德·里根   |
| 47   | 莫里斯·S·阿诺德      | 小岩城           | 1941     | 1992–2006 | —         | 2006至今         | 乔治·H·W·布什 |
| 52   | 迈克尔·约瑟夫·梅洛伊 | 锡达拉皮兹       | 1948     | 2002–2013 | —         | 2013至今         | 乔治·W·布什   |